# Perseverance Island, Ontario
Perseverance Island är en ö i Kanada.   Den ligger i provinsen Ontario, i den sydöstra delen av landet, 500 km väster om huvudstaden Ottawa.
I omgivningarna runt Perseverance Island växer i huvudsak blandskog.